# NGC 56
NGC 56 je jedan još nepotvrđen i neutvrđen objekt u zviježđu Ribama. Otkrio ga je 13. listopada 1825. britanski astronom John Frederick William Herschel na koordinatama rektascenzije 15 min i 20 s i deklinacije +12° 26.7′. Zabilježio je da je na tom položaju "izgleda značajan prostor pogođen maglovitošću".
Astronomi koji su poslije promatrali taj položaj nisu uočili taj objekt.

## Vanjske poveznice
- SEDS: NGC 0056